# NGC 7396
NGC 7396 ist eine Spiralgalaxie vom Hubble-Typ Sa im Sternbild Fische auf der Ekliptik. Sie ist schätzungsweise 228 Millionen Lichtjahre von der Milchstraße entfernt und hat einen Durchmesser von etwa 160.000 Lj.
Im selben Himmelsareal befinden sich u. a. die Galaxien NGC 7397, NGC 7398, NGC 7401, NGC 7402.
Das Objekt wurde am 12. Oktober 1827 von John Herschel entdeckt.